# زالتسا (اتریش)
زالتسا (اتریش) (به آلمانی: Salza) رودخانه‌ای است که در اتریش جریان دارد.